# رودريغو برييتو
رودريغو برييتو (بالإسبانية: Rodrigo Prieto) (8 فبراير 1983 بغوادالاخارا في المكسيك - ) هو لاعب كرة قدم مكسيكي في مركز الهجوم. لعب مع أتلانتي إف سي وكروز آزول ونادي بويبلا ونادي كاراكاس ونادي نيكاكسا ونادي كارابوبو ودورادوس سينالوا ونادي موريليا الرياضي وVenados F.C. ‏ وطوروس نيزا.

## وصلات خارجية
- رودريغو برييتو على موقع قاعدة بيانات كرة القدم.إي يو (الإنجليزية)
- رودريغو برييتو على موقع Soccerway.com (الإنجليزية)
- رودريغو برييتو على موقع AS.com (الإسبانية)